# Leuronoma
Leuronoma is een geslacht van vlinders van de familie tastermotten (Gelechiidae).

## Soorten
- L. chlorotoma Meyrick, 1918
- L. eodryas (Meyrick, 1918)
- L. fauvella Viette, 1957
- L. magna Janse, 1958
- L. megna Janse, 1958
- L. nigridorsis Meyrick, 1921
- L. oenochyta (Meyrick, 1921)
- L. textifera (Meyrick, 1913)
- L. veterascens Meyrick, 1918
- L. vinolenta (Meyrick, 1919)
- L. zymotis (Meyrick, 1909)